# Годрано
Годрано (итал. Godrano) је насеље у Италији у округу Палермо, региону Сицилија.
Према процени из 2011. у насељу је живело 1119 становника. Насеље се налази на надморској висини од 710 м.

## Становништво
| 1931. | 1936. | 1951. | 1961. | 1971. | 1981. | 1991. | 2001. | 2011. |
| ----- | ----- | ----- | ----- | ----- | ----- | ----- | ----- | ----- |
| 1.070 | 1.202 | 1.288 | 1.140 | 1.071 | 1.035 | 1.142 | 1.147 | 1.153 |